# Mi manchi (AKA 7even)
Mi manchi è un singolo del cantautore italiano AKA 7even, pubblicato il 24 febbraio 2021 come terzo estratto dal primo album in studio eponimo.

## Descrizione
Durante un'intervista concessa a Billboard Italia, AKA 7even ha dichiarato di essere stato convinto da Maria De Filippi a pubblicare questo brano come singolo. Il brano è dedicato all'ex fidanzata dell'artista Martina Miliddi, conosciuta all'interno del programma televisivo Amici di Maria De Filippi.

## Promozione
Dopo aver eseguito più volte il brano sul palco di Amici, AKA 7even l'ha cantato anche durante l'evento musicale Battiti Live, dedicandolo in tale occasione al cantante defunto Michele Merlo.

## Classifiche

### Classifiche settimanali
| Classifica (2021) | Posizione massima |
| ----------------- | ----------------- |
| Italia            | 4                 |

### Classifiche di fine anno
| Classifica (2021) | Posizione |
| ----------------- | --------- |
| Italia            | 29        |